# Cuevas de Sumbay
Las cuevas de Sumbay se encuentran a 88 km de la ciudad peruana de Arequipa, a una altura aproximada de 4 127 m s. n. m. Posee pinturas rupestres datadas entre 6 000 y 8 000 años de antigüedad, representando figuras humanas y animales. En el lugar existen más de 500 pinturas rupestres.

## Ubicación
El sitio se encuentra en la margen derecha del río Sumbay a 88 km de la ciudad de Arequipa, se dirige por la carretera a Caylloma.